# Choi Tae-uk
Choi Tae-uk (ur. 13 marca 1981 w Inczonie) – piłkarz południowokoreański grający na pozycji skrzydłowego.

## Kariera klubowa
Choi w 1999 roku ukończył Bupyeong High School. Karierę piłkarską rozpoczął w klubie Anyang LG Cheetahs, w barwach którego zadebiutował w 2000 roku w K-League i już w swoim debiutanckim sezonie został mistrzem Korei Południowej. W 2001 roku zaczął występować w pierwszym składzie klubu, a Anyang LG zostało wicemistrzem kraju. Z kolei w 2002 roku Tae-uk dotarł do finału Azjatyckiej Ligi Mistrzów. Klub z Seulu uległ po serii rzutów karnych Suwon Samsung Bluewings. W Anyang LG Choi grał do końca 2003 roku. W 2004 przeszedł do Incheon United. Grał w nim przez rok, ale zajął przedostatnią pozycję w K-League.
W 2005 roku Choi wyjechał do Japonii i został zawodnikiem klubu Shimizu S-Pulse. Grał tam tylko przez jeden sezon, a jedynym sukcesem był awans do finału Pucharu Cesarza. Po roku gry w J-League Tae-uk wrócił do Korei. Przez dwa sezony był piłkarzem Pohang Steelers. W 2007 roku został z nim mistrzem Korei oraz wystąpił w finale krajowego pucharu. W 2008 roku podpisał kontrakt z innym klubem K-League, Jeonbuk Hyundai Motors.

## Kariera reprezentacyjna
W reprezentacji Korei Południowej Choi zadebiutował 7 kwietnia 2000 roku w wygranym 6:0 spotkaniu Pucharu Azji z Mongolią. W 2002 roku został powołany przez Guusa Hiddinka do kadry na Mistrzostwa Świata 2002, których gospodarzem była Korea Południowa. Tam był rezerwowym i wystąpił jedynie w meczu o 3. miejsce z Turcją (2:3). W 2000 i 2004 roku wystąpił na Igrzyskach Olimpijskich w Sydney i w Atenach.